# Bayerischer Städtetag

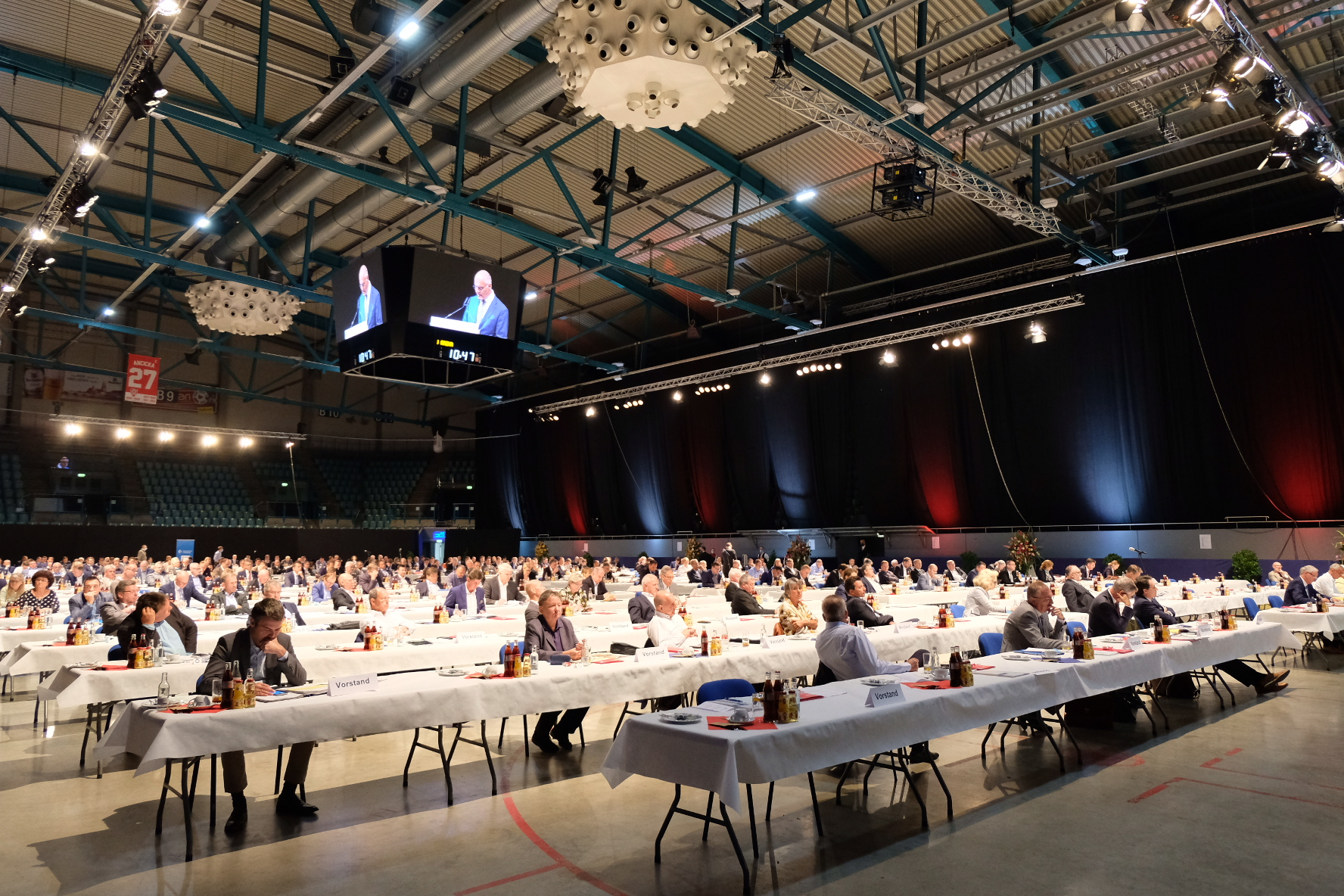
56. Vollversammlung des Bayerischen Städtetags am 15. Juli 2020 in Regensburg.

Der Bayerische Städtetag ist einer der vier kommunalen Spitzenverbände in Bayern mit Sitz in München, der 1896 gegründet wurde und seitdem – mit Unterbrechung von 1933-1946 – als Vertreter der bayerischen Städte fungiert. Ihm gehören 306 Städte und Gemeinden an (Stand Mai 2022), davon 25 kreisfreie Städte, 29 große Kreisstädte und 260 weitere kreisangehörige Städte und Gemeinden.

## Geschichte
Der Münchner Oberbürgermeister Wilhelm Ritter von Borscht initiierte und organisierte den 1. Bayerischen Städtetag, der am 1. März 1896 in München begann. Anlass der Zusammenkunft war eine geplante Novellierung des Heimatrechts, dass im Wesentlichen Aufgaben auf die Kommunen übertrug, ohne eine ausreichende Finanzierungsregelung vorzusehen. Der Erfolg dieses Städtetages war so groß, dass die Delegierten, die von den Städten im Königreich Bayern entsandt wurden, beschlossen, künftig regelmäßig solche Städtetage abzuhalten. Bereits ein Jahr später (1897) wurde eine organisatorische Ordnung für den freiwilligen Zusammenschluss der bayerischen Städte vereinbart. Ziel des Zusammenschlusses war, gemeinsam gegen „unberechtigte Ansinnen“ des Staats vorzugehen – die meist in der Übertragung von Aufgaben an die Kommune geprägt waren, ohne deren Gegenfinanzierung zu sichern. Im Jahr 1909 nahm die gemeinsame Geschäftsstelle in München die Arbeit auf. 1913 zählte der Bayerische Städteverband bereits 54 Mitgliedsstädte und repräsentierte somit insgesamt 2,1 Millionen Einwohner. Allerdings zählten zu dieser Zeit auch noch Städte aus der Pfalz mit zur Organisation.
Nachdem der Sturz der Monarchie 1918 staatsrechtliche und politische Umwälzungen die vollständige Änderung des Gemeindeverfassungsrechtes nach sich gezogen hatte, wurden die Aufgaben und Ziele des kommunalen Spitzenverbandes neu festgelegt. Gleichzeitig benannte sich der Bayerische Städteverband in Bayerischer Städtebund um.
Im Rahmen der Gleichschaltung wurde der Bayerische Städtebund nach der nationalsozialistischen Machtergreifung bereits 1933 aufgelöst und in die Landesdienststelle Bayern des Deutschen Gemeindetags überführt, der ein Zwangszusammenschluss aller deutschen Gemeinden und Gemeindeverbände war. Diese kommunale Einheitsorganisation unterstand weitgehend der nationalsozialistischen Aufsicht.
Nach dem Zweiten Weltkrieg begannen früh erste Sondierungsgespräche, die eine Wiederbegründung des Bayerischen Städteverbandes zum Ziel hatten. Am 4. November 1946 fand in München die Gründungsversammlung des neuen Bayerischen Städteverbandes statt. Der Freistaat Bayern genehmigte im Herbst 1947 die Satzung des Bayerischen Städteverbandes und verlieh ihm die Eigenschaft einer Körperschaft des öffentlichen Rechts.
An das Gründungsjahr 1896 anknüpfend heißt die Spitzenorganisation der bayerischen Städte seit 1982 wieder Bayerischer Städtetag.

## Aufgaben
Der Verband sieht sich als Anwalt der Städte und Gemeinden gegenüber dem Bayerischen Landtag und der Staatsregierung und tritt für die Wahrung der kommunalen Selbstverwaltung ein.
Der Verband beabsichtigt
- die bürgernahe und effektive Gestaltung der Verwaltung und
- die Sicherung der finanziellen Mittel für die Städte zur Erfüllung ihrer Aufgaben.

Konkret geschieht dies durch
- Stellungnahmen zu geplanten Gesetzen und Verordnungen,
- Initiativen gegenüber der Staatsregierung,
- Vertretung der Städte in den jährlichen Verhandlungen mit dem Freistaat über den kommunalen Finanzausgleich und der stetige Einsatz zum Erhalt der eigenen Steuern.

Darüber hinaus vertritt der Verband die Belange der Mitglieder auch gegenüber der Wirtschaft und anderen Interessengruppen. Daneben leistet der Bayerische Städtetag auch eine Presse- und Informationsarbeit.
Nach innen bietet der Städtetag für seine Mitglieder an:
- Beratung seiner Mitglieder
- Förderung des Erfahrungsaustausches untereinander
- Sammlung und Auswertung fachlichen und kommunalpolitischen Materials
- Sammlung und Auswertung kommunaler Satzungen und Verordnungen, die für andere Mitgliedstädte und -gemeinden hilfreiche Muster sein können
- Fachwissen der großen Stadtverwaltungen den kleinen und mittleren Städten zugänglich zu machen

## Mitgliedschaften
Der Verband entsendet Vertreter in über 100 Institutionen und Organisationen, beispielsweise:
- Rundfunkrat des Bayerischen Rundfunks
- Medienrat
- Sparkassenorganisationen
- Verbandsverwaltung des Sparkassenverbandes
- Verwaltungsrat der Versicherungskammer
- Verwaltungsrat der Landesbausparkasse
- Kommunalbeirat des Sparkassenverbandes
- Kommunalbeirat der Versicherungskammer

## Publikationen
Der Verband gibt den „Informationsbrief“ heraus, mit dem er seine Mitglieder über aktuelle kommunalpolitische Themen unterrichtet. Zusätzlich informieren Rundschreiben die Mitglieder detailliert über kommunalpolitische und verwaltungstechnische Entwicklungen.

## Aufbau und Organe
Es gibt nach seiner Satzung vom 1. Januar 2010 folgende Organe:
- Vollversammlung als oberstes Verbandsorgan
- Vorstand des Bayerischen Städtetages
- Fachausschüsse
- Sieben Bezirksversammlungen

Sie werden jeweils nach allgemeinen Kommunalwahlen für sechs Jahre neu gebildet.

### Vollversammlung
Die Vollversammlung ist das oberste Verbandsorgan, das die Grundlinien der Verbandspolitik bestimmt. In ihr hat jede Mitgliedsgemeinde je nach ihrer Einwohnerzahl mindestens eine Stimme. Die Stadträte der Mitglieder entscheiden, wer als Delegierter in die Vollversammlung entsandt wird.

### Vorstand
Der Vorstand ist das geschäftsleitende Organ des Bayerischen Städtetages. Als eine Art „Exekutive“ vollzieht er die Beschlüsse der Vollversammlung. Seine 17 Vorstandsmitglieder werden durch den Hauptausschuss gewählt. Der Vorsitzende und seine beiden Stellvertreter werden von der Vollversammlung aus der Mitte des Vorstands für drei Jahre gewählt.
Das Geschäftsführende Vorstandsmitglied, derzeit Bernd Buckenhofer, gehört dem Vorstand kraft Amtes an.
Vorsitzender des Vorstands war von 2011 bis 2017 Kurt Gribl. Bei der 56. Vollversammlung des Bay. Städtetags in Regensburg stand Gribl nicht erneut zur Verfügung. Als sein Nachfolger wurde der Oberbürgermeister der Stadt Straubing gewählt, Markus Pannermayr (CSU). Zu seinen Stellvertretern wurden Thomas Jung (Fürth/SPD) und Markus Loth (Weilheim i. OB).

### Liste der Vorsitzenden
- 1896 – OB Wilhelm von Borscht, München
- 1896 – OB Georg von Schuh, Nürnberg
- 1897 – Bürgermeister Ludwig von Fischer, Augsburg
- 1906 – 1908: OB Philipp von Michel, Würzburg
- 1908 – 1919: OB Georg von Wolfram, Augsburg
- 1919: OB Otto Gessler, Nürnberg
- 1919 – 1924: OB Adolf Wächter, Bamberg
- 1925 – 1933: OB Otto Hipp, Regensburg
- 1933 – 1945: –
- 1946 – 1949: OB Karl Scharnagl, München
- 1949 – 1956: OB Franz Stadelmayer, Würzburg
- 1956 – 1964: OB Klaus Müller, Augsburg
- 1964 – 1972: OB Hans-Jochen Vogel, München
- 1972 – 1975: OB Andreas Urschlechter, Nürnberg
- 1975 – 2005: OB Josef Deimer, Landshut
- 2005 – 2011: OB Hans Schaidinger, Regensburg
- 2011 – 2017: OB Ulrich Maly, Nürnberg
- 2017 – 2020: OB Kurt Gribl, Augsburg
- 2020 – : OB Markus Pannermayr, Straubing

### Ausschüsse
Die Ausschüsse beraten den Vorstand und bereiten in ihren Arbeitsgebieten die Sachentscheidungen der Verbandsorgane vor.
Zurzeit sind folgende zwölf Fachausschüsse errichtet:
- Ausschuss der kreisangehörigen Verbandsmitglieder
- Bau- und Planungsausschuss
- Finanzausschuss

- Forstausschuss
- Gesundheits- und Pflegeausschuss
- Kulturausschuss
- Personal- und Organisationsausschuss
- Schulausschuss
- Sozialausschuss
- Sportausschuss
- Umweltausschuss
- Verwaltungs- und Rechtsausschuss
- Wirtschafts- und Verkehrsausschuss
- Rechnungsprüfungsausschuss zur örtlichen Prüfung der Jahresrechnung des Bay. Städtetags[7]

### Abordnungen
Der Bay. Städtetag entsendet aus seinen eigenen Reihend für folgende Institutionen Mitglieder:
- Anstalt für kommunale Datenverarbeitung in Bayern – Hauptversammlung (8 Sitze)
- Anstalt für kommunale Datenverarbeitung in Bayern – Verwaltungsrat (3 Sitze)
- Arbeitsgemeinschaft der öffentlichen und freien Wohlfahrtspflege in Bayern – Landesarbeitsgemeinschaft
- Bay. Landeszentrale für neue Medien: Verwaltungsrat
- Bay. Jugendring – Hauptausschuss
- Bay. Kommunaler Prüfungsverband – Landesausschuss
- Bay. Kommunaler Prüfungsverband – Vorstand
- Bay. Landesdenkmalrat
- Bay. Versorgungsverband – Verwaltungsrat
- Krankenhausplanungsausschuss
- Landesplanungsbeirat

Zusätzlich entsendet der Bay. Städtetag Mitglieder an den Deutschen Städtetag bzw. in deren Fachausschüsse auf Bundesebene.

## Bezirksversammlung
Jeder Bezirk besitzt seine eigene Bezirksversammlung, die regionalspezifische Anliegen behandelt, aber auch aktuelle kommunalpolitische Grundsatzfragen des Verbandes diskutiert.
Die Bezirksversammlungen wählen zwei gleichberechtigte Vorsitzende, wobei einer der Oberbürgermeister einer kreisfreien Stadt und einer das Stadtoberhaupt einer kreisangehörigen Stadt oder Gemeinde sein muss. Die Bezirksvorsitzenden dienen als Ansprechpartner für die Mitglieder im Regierungsbezirk und übernehmen Repräsentationsaufgaben bei regionalen Anlässen.

## Geschäftsstelle
Der Verband hat in München eine Geschäftsstelle, welche vom Geschäftsführenden Vorstandsmitglied geleitet wird. Ihr gehören derzeit neben dem geschäftsführenden Vorstandsmitglied elf Referenten an.
Ihre Aufgaben sind
- Beratung der Mitgliedsstädte und -gemeinden
- Information der Mitgliedsstädte und -gemeinden
- Förderung des Erfahrungs- und Gedankenaustausches
- Vorbereitung und Organisation der Beratungen der Beschlussorgane und Fachausschüsse
- Auswertung der Beratungsergebnisse
- Verfolgung aller für die Städte wichtigen Ereignisse des öffentlichen Lebens
- Presse- und Öffentlichkeitsarbeit

Die Geschäftsstelle befand sich bis zum 31. März 2025 in München, Prannerstraße 7. Seit dem 1. April 2025 befindet sich die Geschäftsstelle in der Arnulfstraße 50 im 4. OG, 80335 München.
Daneben unterhält der Verband zusammen mit den anderen kommunalen Spitzenverbänden das „Europabüro der bayerischen Kommunen“ bei der Europäischen Union in Brüssel.

## Finanzierung
Der Verband deckt seine Ausgaben ausschließlich aus den Beiträgen seiner Mitglieder, die aus einem Sockelbeitrag und einem Beitrag, der sich nach der Einwohnerzahl richtet, bestehen.